# Dead Rising 4
Dead Rising 4 je akční adventura z roku 2016, kterou vyvinula společnost Capcom Vancouver a vydala společnost Microsoft Studios. Hra byla vydána 6. prosince 2016 pro Windows a Xbox One. Jedná se pokračování hry Dead Rising 3 a čtvrtý díl série Dead Rising.

## Synopse
Do hry se vrací Frank West, hlavní hrdina prvního dílu série. Děj se odehrává v přestavěném městě Willamette v Coloradu během zimních prázdnin.

## Vývoj hry
Hra byla původně koncipována jako restart série Dead Rising, která vznikala ve společnosti Capcom Vancouver ve spolupráci s Microsoftem. Hra s kódovým označením Climber měla být exkluzivní hrou pro Xbox One, která byla inspirována hrou The Last of Us. Tato původní verze hry byla v létě 2014 společností Capcom Japan zrušena, což vedlo k restartu projektu s Frankem Westem jako hlavní postavou.
V roce 2016 bylo oznámeno, že je hra v rozsáhlém vývoji, a na videoherní akci E3 2016 byl vydán oficiální trailer.

## Vydání a ohlasy
Hra byla vydána 6. prosince 2016 pro Windows a Xbox One.
Kritici hru Dead Rising 4 hodnotili smíšeně, chválili hratelnost a návrat Franka Westa, jako negativa však uváděli pokles celkové kvality a některé technické problémy. V březnu 2017 byla vydána verze pro Windows na platformě Steam, kterou vydala společnost Capcom. Dne 5. prosince 2017 byla vydána verze hry pro PlayStation 4 s názvem Dead Rising 4: Frank's Big Package.